# ناکائه توجو
ناکائه توجو ((به ژاپنی: 中江 藤樹 Nakae Tōju); ۲۱ آوریل ۱۶۰۸ – ۱۱ اکتبر ۱۶۴۸) فیلسوف اهل ژاپن بود.